# Chiesa di Santa Maria Maddalena (Volta Mantovana)
La chiesa di Santa Maria Maddalena è la parrocchiale di Volta Mantovana, in provincia e diocesi di Mantova; fa parte del vicariato di San Luigi.

## Storia
La prima citazione della plebs de Volta si ritrova in un elenco risalente al 1037; ulteriori menzioni risalgono al 1045 e al 1055.
Nel XV secolo la pieve fu interessata da un rifacimento; inizialmente era intitolata a San Pietro, come attestato anche dalla relazione della visita effettuata nel 1576 da monsignor Peruzzi, ma poi venne ridedicata a Santa Maria Maddalena, come si apprende dalle Constitutiones del 1610.
Tra i secoli XVIII e XIX l'edificio fu ricostruito a tre navate; sempre nell'Ottocento venne nuovamente ampliato su disegno dell'architetto Vergani, anche se la facciata fu completata solo negli anni sessanta del secolo successivo.
Con la riorganizzazione territoriale della diocesi, avvenuta nel 1967, la parrocchia entrò a far parte del vicariato di San Luigi Gonzaga; nel 2007 la chiesa fu adeguata alle norme postconciliari.

## Descrizione

### Esterno
La facciata a salienti della chiesa, rivolta a sudovest, è suddivisa da una serie di finestre rettangolari in due ordini: quello inferiore, in stile neoclassico, è scandito da paraste e presenta i tre portali d'ingresso, mentre quello superiore, in stile postmoderno, è caratterizzato da una finestra stretta e alta.
Annesso alla parrocchiale è il campanile a base quadrata, la cui cella presenta su ogni lato una monofora affiancata da lesene ed è coronata dalla guglia piramidale poggiante sul tamburo.

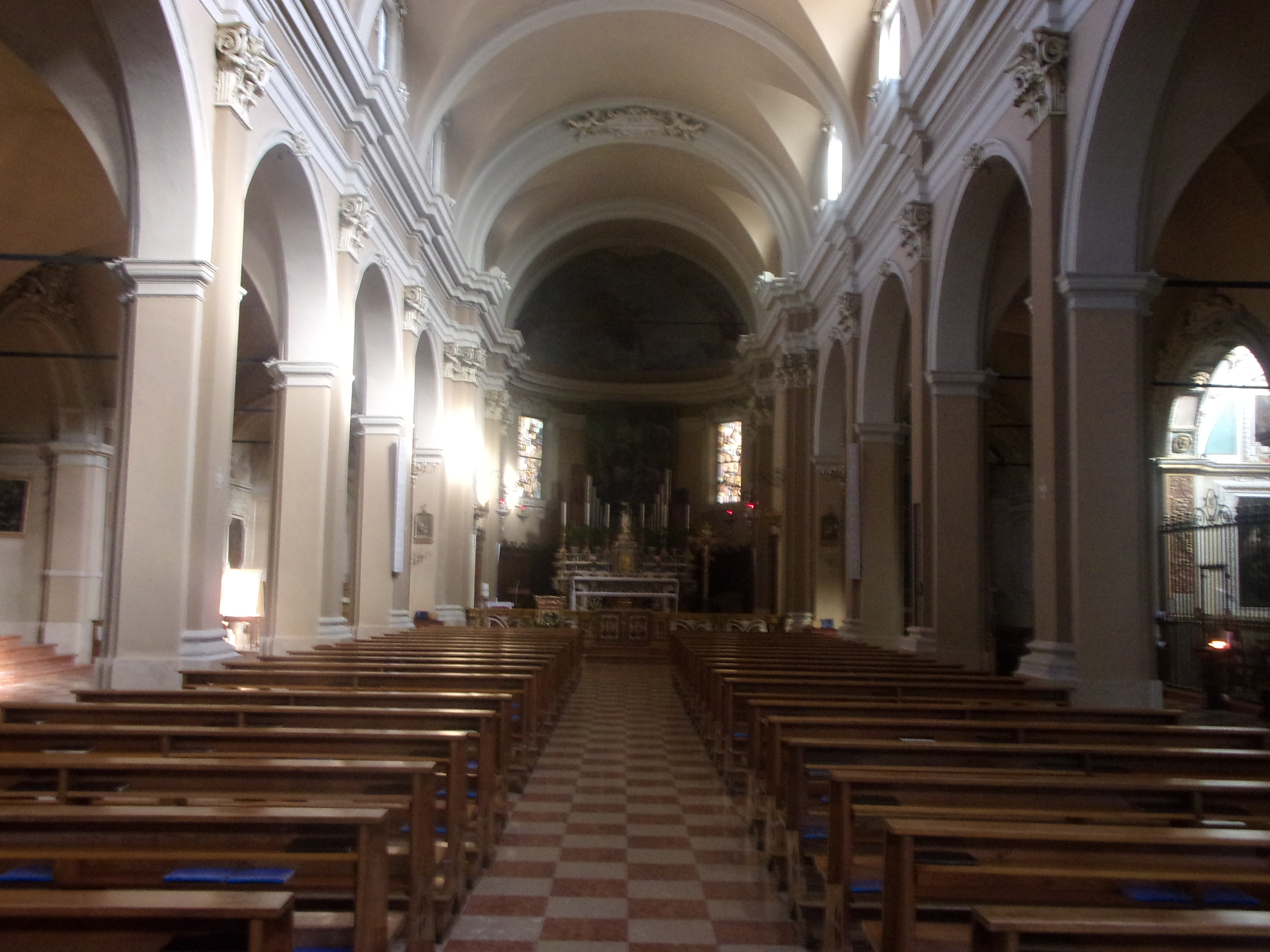
L'interno

### Interno
L'interno dell'edificio è suddiviso da pilastri, abbelliti da lesene e sorreggenti archi a tutto sesto, in tre navate, la maggiore delle quali è coperta dalla volta a botte; al termine dell'aula si sviluppa il presbiterio, sopraelevato di alcuni gradini e chiuso dall'abside di forma semicircolare.
Qui sono conservate diverse opere di pregio, tra le quali la pala raffigurante la Maddalena e il Cristo nella casa del fariseo, eseguita nel 1749 da Pietro Rotari, l'altare maggiore, costruito nel XVIII secolo, una tela con soggetto l'Assunta, attribuita al Guercino, e i lacerti di alcuni affreschi risalenti ai secoli XV e XVI.